# Вулиця Кльоновича
Ву́лиця Кльоновича — вулиця у Личаківському районі міста Львова, що починається від вулиці Левицького та закінчується глухим кутом. Прилучаються вулиці Гулака-Артемовського та Богомольця.

## Назва
Вулиця Кльоновича прокладена і заселена наприкінці ХІХ століття. Свою першу назву, на честь польського поета, композитора XVI століття Себастіяна Кленовича (Кльоновича) новостворена вулиця отримала у 1895 році. За німецької окупації (зокрема 1943—1944 роки) — Ульріх фон Гуттенґассе, на честь німецького письменника-гуманіста Ульріха фон Гуттена. У липні 1944 року вулиці повернена передвоєнна назва — Кльоновича. 1950 року перейменована, на честь російського письменника українського походження, лауреата Нобелівської премії з літератури Михайла Шолохова. 1992 року вдруге повернена історична назва — вулиця Кльоновича.

## Забудова
В архітектурному ансамблі вулиці Кльоновича переважають віденський класицизм, конструктивізм.
№ 3 — триповерховий наріжний житловий будинок на розі вулиць Кльоновича і Гулака-Артемовського, споруджений у 1893 році у стилі історизму за спільним проєктом архітекторів Якуба Соломона Кроха та Маврикія Зільберштайна для чотирьох будинків  на вул. Кохановського, 5, 7 (нині вул. Левицького), вул. Кльоновича, 3 та  вул. Мілковського, 4 (нині вул. Гулака-Артемовського). Проєкт був затверджений маґістратом у 1893 році. Вказані будинки на зламі XIX—XX століття були власністю архітекторів Якуба Кроха та Маврикія Зильберштайна. Нині будинок виконує житлову функцію.
№ 4 — у будинку мешкав архітектор Владислав Ґодовський.
№ 6 — триповерховий житловий будинок, споруджений у 1895 році у стилі історизму з елементами необароко за проєктом архітекторів Якуба Соломона Кроха та Маврикія Зильберштайна, на ділянці, що належала Теофілі Ніколич. Проєкт реконструкції під магазин виконав у 1910 році архітектор Генрик Орлеан для власника Файвеля Френкля. Нині будинок виконує житлову функцію.
№ 7 — триповерховий житловий будинок, споруджений у 1898 році у стилі історизму з ознаками неокласицизму за проєктом архітектора Анджея Ґоломба для Мойсея Обергарда. У 1920—1930-х роках будинок належав до гуманітарної організації «Союзу вчительок», яку 1903 року заснувала Антоніна Махчинська, a на першому поверсі тоді мешкали вчителька пенсіонерка Марія Яворовська та старший офіцер пошти Антоній Маньчуковський. У 1928—1929 роках між ними точився конфлікт з приводу водопроводу, про котрий писав часопис «Голос польський». Нині будинок виконує житлову функцію.
№ 8 — триповерховий житловий будинок споруджений у стилі історизму з ознаками необароко, за проєктом архітекторів Якуба Соломона Кроха та Маврикія Зильберштайна на ділянці, що належала Теофілі Ніколич. У 1911—1930 роках проведено реконструкцію офіцин, тобто влаштування туалетів, лазничок та добудову металевої сходової клітки для власниці будинку Фанні Діттнер. У 1938 році відновлено фасад. На початку XX століття будинку мешкали греко-католицький священик, катехит приватного ліцею імені Королеви Ядвіги о. Василь Лиско, український правник, громадсько-політичний діяч Лев Петрушевич.
№ 9а — п'ятиповерховий житловий будинок, споруджений наприкінці 1960-х років.
№ 18 — власником кам'яниці на початку XX століття був Симон Ауербах.